# Carla Esparza
Carla Kristen Esparza (født 10. oktober 1987 i Redondo Beach, Californien i USA) er en amerikansk professionel MMA-udøver, der konkurrerer i strawweight-divisionen i Ultimate Fighting Championship (UFC). Meget kendt for hendes grappling-evner, var Esparza den første UFC Strawweight-mester, den første Invicta FC Strawweight-mester og blev generelt betragtet som den bedste strawweight-kæmper i verden, mens hun havde begge titler.   Hun blev UFC-mester ved at vinde en 16-kvinded turnering, der blev tv-udsendt i reality-serien The Ultimate Fighter. Hun konkurrerede også i Bellator MMAs første kvindeturnering. Pr. 16. april 2019 er hun #9 på strawweight-ranglisten. 
Hun er af mexicansk, ecuadoriansk og irsk afstamning. 

## Mesterskaber og præstationer
- Ultimate Fighting Championship
  - UFC Women's Strawweight-mester (1 gang; Første)
  - Performance of the Night (1 gang)
  - The Ultimate Fighter 20 turneringsvinder
- Invicta FC
  - Invicta FC Strawweight-mester (1 gang; Først)
- Combat Press
  - 2014 Årets kvindekæmper [5]
- MMAWeekly.com
  - 2014 Årets kvindekæmper [6]